# Nollan (sport)

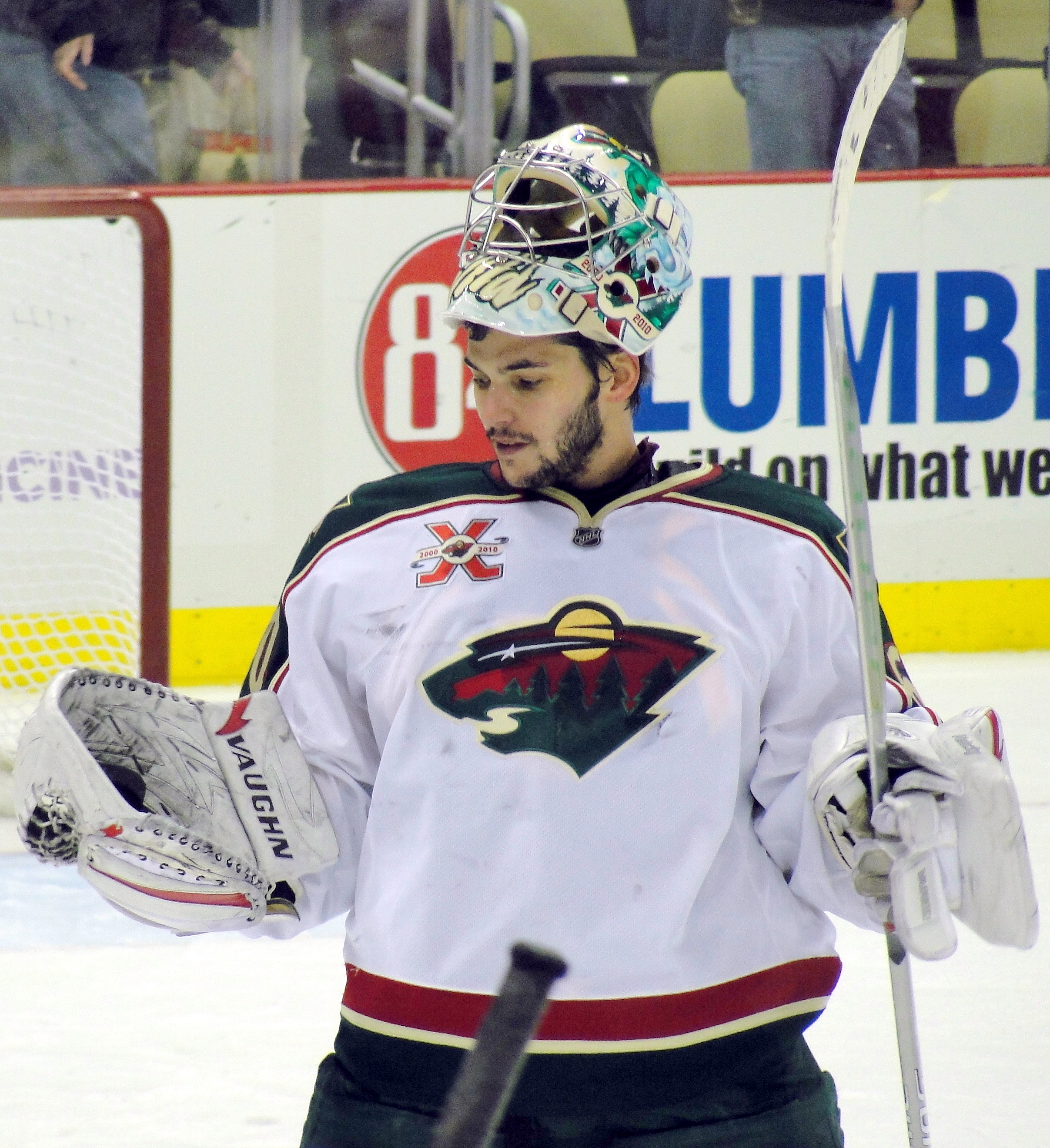
Minnesota Wilds målvakt efter att ha hållit nollan mot Pittsburgh Penguins i januari 2011.

Att hålla nollan innebär inom sport att vanligtvis ett lag eller en målvakt går igenom en halvlek/period, match, serie eller turnering utan att motståndarlaget lyckas göra ett enda mål eller poäng.
Begreppet heter på engelska shutout eller clean sheet och kommer på det språket från frasen "to keep a clean sheet".

### Fotnoter
1. ↑  Lars Hjertberg (juni 2010). ”Fotbollslexikon snart i mål”. Språktidningen. http://spraktidningen.se/artiklar/2010/06/fotbollslexikon-snart-i-mal. Läst 13 november 2013.